# Дзуццати, Хаджи-Мурат Аранбекович
Хаджи-Мурат Аранбекович Дзуццати (осет. Дзуццаты Хадзы-Мурат; 1 января 1935 года, село Корнис, Юго-Осетинская автономная область, Грузинская ССР — 1 июня 2000 года, Владикавказ) — советский и юго-осетинский поэт-шестидесятник, переводчик, литературовед и общественный деятель. Лауреат премии имени Коста Хетагурова Южной Осетии (1988).

## Биография
Родился в 1935 году в крестьянской семье в селе Корнис, Юго-Осетинская автономная область. Первые свои стихотворения опубликовал в 1947 на страницах юго-осетинской периодической печати, когда ему было 12 лет. В 1952 году окончил среднюю школу с золотой медалью в родном селе. В этом же году поступил в Московский литературный институт имени М. Горького. Учился на одном курсе вместе Евгением Евтушенко, Робертом Рождественским и Беллой Ахмадулиной. В 1956 году издал первый поэтический сборник «Фыццаг ныхас» (Первое слово). После получения высшего образования в 1957 году возвратился в Южную Осетию, где стал работать редактором книжного издательства «Ирыстон». Потом занимался научными исследованиями в Юго-Осетинском НИИ имени З. Ванеева. В 1960 году выпустил в издательстве «Советский писатель» сборник «Ветер перемен» в переводе на русском языке. В 1961 году в возрасте 26 лет был принят в Союз писателей СССР. Защитил диссертацию на соискание научной степени кандидата наук. С 1986 по 1990 года — ответственный секретарь Юго-Осетинского отделения Союза писателей СССР. С 1990 года — редактор юго-осетинской газеты «Хурзæрин». В 1993 году по политическим причинам переехал во Владикавказ, где стал работать редактором отдела поэзии и драматургии в литературном журнале «Мах дуг».
Занимался литературоведческими исследованиями и литературной критикой. Опубликовал несколько сборников критических монографий. На его поэзию повлияло творчество Владимира Маяковского. По словам осетинского поэта Сергея Хугаева творчество Хаджи-Мурата Дзуццати внесло в осетинскую поэзию «новую форму. В народе говорят, что это форма „стиха Маяковского“. Хаджи-Мурат внёс эту форму в осетинскую поэзию и закрепил её там. Он … внёс огромный вклад в изучение творчества многих осетинских писателей».
В конце 80-х годов XX столетия принимал активное участие в общественной жизни Южной Осетии, выступая за выход из состава Грузии. Поддерживал юго-осетинскую общественную организацию «Адамон Ныхас». 20 сентября 1990 года внёс предложение о провозглашении независимости Южной Осетии на сессии областного Совета народных депутатов Юго-Осетинской автономной области.
В последние месяцы своей жизни издал поэтический сборник «Дыууæ дуджы астæу» (Меж двух веков, 2000).
Скончался в 2000 году. Похоронен в родном селе Корнис.

## Награды
- Премия имени Коста Хетагурова — за сборник критических статей «Время и литература» (1988)[7]